# Монти Аврунки
Монти Аврунки (Monti Aurunci) e планина в Лацио, Италия. Намира се между Лири и Тиренско море, на 130 км от Рим и 70 км от Неапол. Разпростира се на около 30 км в посока запад — изток и на 15 км в посока север — юг. Най-високият връх е Монте Петрела (Monte Petrella), н.в. 1533 м.
На северозапад започва планината Монти Авзони (Monti Ausoni).
Името ѝ означава „Планината на аврунките“, по името на племето аврунки, населявали тази територия през древността.